# 府官制
中国から将軍（大将軍）に任じられることで軍府を開き、その幕僚たる府官を任命するシステムを府官制（ふかんせい）といい、将軍府にどのような役職を置くかは定められ、具体的には、司馬、従事中郎、参軍などの役職であり、こうした役職を将軍府の官僚ということで府官（ふかん）と呼ぶ。

## 概要
周辺諸国の君長が中国皇帝から除授された官爵、特に将軍号にもとづいて、それら君主を府主とし、そのもとに府官である長史、司馬、参軍が配されていたとみなし、周辺諸国の支配体制を中国王朝の一つの将軍府とみなす観点からこれまで研究が進められてきた。日本では5世紀に倭の五王が宋に派遣した使節が府官を帯びていたこともあって、府官制の観点から研究が積極的に進められている。

## 倭国
425年に讃は宋に使節を派遣するが、そのときの使者として、「司馬曹達」という人物が記されている。府官である司馬という役職に就いている曹達ということであり、倭国で将軍府が開設され府官が任命されていたことを確認できる。

## 高句麗
高句麗では、高句麗王だけでなく、将軍号を授与された高句麗の官僚のもとにも将軍府が形成されていたという見解も提示されたが、高句麗王都であった集安で出土した金石資料の検討から、5世紀の高句麗において、府官制の前提ともなる中国王朝にみられるような将軍号は存在せず、それにもとづいて将軍府が開設されたこともなかったことが明らかにされている。

## 百済
少なくとも百済では中国将軍号にもとづいて将軍府が開府された痕跡は認められない。おそらく、百済ではこれら中国将軍号にもとづいて開府し、府官を設置するということはなかった。

### 百済の国王幕府の属僚
| 時期                  | 人名 | 既保有官職     | 百済王 私署 官職     | 任命追認官職（爵号） | 任命要請事由                              | 国家 |
| --------------------- | ---- | -------------- | -------------------- | -------------------- | ----------------------------------------- | ---- |
| 久尓辛王五年（424年） | 張威 | 長史           |                      |                      | 使節                                      | 劉宋 |
| 蓋鹵王十八年（472年） | 余礼 | 駙馬都尉・長史 | 冠軍将軍・弗斯侯     | 未詳                 | 使臣                                      | 北魏 |
| 蓋鹵王十八年（472年） | 張茂 | 司馬           | 龍驤将軍・帯方太守   | 未詳                 | 使臣                                      | 北魏 |
| 東城王八年（490年）   | 高達 | 長史           | 行建威将軍・広陽太守 | 建威将軍・広陽太守   | 先例・使臣・邊効邊夙著・勤労公務          | 南斉 |
| 東城王八年（490年）   | 楊茂 | 司馬           | 行建威将軍・朝鮮太守 | 建威将軍・朝鮮太守   | 先例・使臣・志行清壱・公務不廃            | 南斉 |
| 東城王八年（490年）   | 会邁 | 参軍           | 行宣威将軍           | 宣威将軍             | 先例・使臣・執志・周密・屢致勤効          | 南斉 |
| 東城王十七年（495年） | 慕遺 | 長史           | 行龍驤将軍・楽浪太守 | 龍驤将軍・楽浪太守   | 使臣・在官忘私 唯公是務 見危授命 蹈難弗顧 | 南斉 |
| 東城王十七年（495年） | 王茂 | 司馬           | 行建武将軍・城陽太守 | 建武将軍・城陽太守   | 使臣・在官忘私 唯公是務 見危授命 蹈難弗顧 | 南斉 |
| 東城王十七年（495年） | 張塞 | 参軍           | 行振武将軍・朝鮮太守 | 振武将軍・朝鮮太守   | 使臣・在官忘私 唯公是務 見危授命 蹈難弗顧 | 南斉 |
| 東城王十七年（495年） | 陳明 | ?              | 行揚武将軍           | 揚武将軍             | 使臣・在官忘私 唯公是務 見危授命 蹈難弗顧 | 南斉 |

百済では、府官である長史、司馬、参軍が余礼を除き、みな漢人官僚にのみ認められている。余礼は弗斯侯であり、おそらく余礼の上位に左賢王・右賢王が存在していた。458年の段階で左賢王・右賢王がなくなってしまっていた可能性もなくはないが、同じく蓋鹵王の治世であり、それがみられなくなるのは、475年以後のことであり、長史を冠した余礼は必ずしも当該期の百済内部ではトップではない。長史は本来、将軍府の府官のトップである百済王の次に位置づけられるべきものであるが、余礼の場合は必ずしもそのようには理解できない。一方、余礼以外の長史はみな漢人官僚で、これら漢人官僚の帯びた太守号は、百済独自の王号に比肩する楽浪太守、帯方太守もあるが、おおよそ、百済独自の王号より低位である。楽浪太守を帯びた慕遺は長史でもあるが、それは将軍号でいえば龍驤将軍に過ぎず、邁羅王、沙法名はそれよりも上位である征虜将軍である。高達は、長史を冠しているが、これも将軍号でいえば四品の建威将軍に過ぎず、当該期の百済において、長史は必ずしも百済国内において府主である百済王に次ぐ地位ではない。それに次ぐ司馬、参軍も同様で、厳密にいえば、必ずしも百済国内における支配層のトップではなく、むしろ、王権中枢は、王号を帯びた百済王族・百済貴族だった。このことは当該期の百済が、百済王を府主とし、その配下に長史、司馬、参軍を恒常的に配し、それによって百済を統治するという支配体制ではないことを示している。鈴木靖民が指摘するように、長史、司馬、参軍の活動から、百済において漢人官僚は外交で大いに活躍したであろうが、問題なのは漢人官僚が百済王を府主とする長史、司馬、参軍の府官として常時、百済国内において活動していたか、百済国内の支配体制が百済王を府主とする府官制をとっていたかである。しかし、百済国内の支配体制において長史、司馬、参軍が常時設置されていたわけではないのであって、あくまでもそれは対中国外交においてのみ臨時に冠したに過ぎない。

## 府官の出自
425年に讃は宋に使節を派遣するが、そのときの使者曹達についてわかっているのは名前だけであるが、それは人物を推測するうえで手がかりとなる。中国的な姓は曹、名が達である。当時の日本列島における人名は、稲荷山古墳出土鉄剣の「乎獲居(ヲワケ)」や江田船山大刀にみえる「无利弖(ムリテ)」のように、姓を持たず名のみであり、それは二から三文字程度で書き表されており、このような型に当てはまらない曹達は、外国からの渡来人であろう。倭国が中国と直接的な外交関係に取り組んだのが421年、曹達が宋に派遣されたのが425年であり、中国からではなく朝鮮半島から渡来したとみることもできるが、曹達ら府官となった人物はその名前の型から中国系の人物とみなすべきである。当時の高句麗人や百済人の名前は、「牟頭婁（ムトウル）」や「賛首流（サンシュリュウ）」などであり、姓が記されていない点で中国系とは異なる。当時の朝鮮半島には中国系の人々が多くいた。314年頃に高句麗が西晋の朝鮮半島における出先機関である楽浪郡・帯方郡を滅ぼすが、楽浪郡・帯方郡の中国系の役人や知識人がすべて西晋に帰国できたわけではない。多くは高句麗に吸収、高句麗の支配機構の整備に利用され、高句麗が府官制をもっとも早くに導入できたのには、そうした背景がある。帯方郡からそのまま南に避難すると百済に行き着き、百済もそうした中国系の人々を国家形成に活用した。それは百済における府官のあり方からも明らかであり、百済で採用された府官の名をみると、百済の余礼のように百済王と同じ余姓を有する王族とみられる人物もいるが、多くは中国的な人名であり、424年の張威、472年の張茂、495年の張塞はいずれも張姓であり、同族の可能性がある。495年の王茂も楽浪郡に勢力を張った楽浪王氏の子孫とみられる。4世紀から5世紀初頭にかけて倭国への渡来人の到来があったとされるが、中国系の人々が倭国に渡来したとしても不思議ではない。中国系の人々は朝鮮の権力に取り込まれながら世代を重ね、朝鮮の権力者にとって中国系知識人のもつ知識は魅力的であり、また中国系の人々にとっては知識は生き残るために必須の手段であり、世代を超えて継承された。そうした知識を身につけながら、5世紀初頭に倭国にまで到達したのが曹達であり、倭国もまた中国の知識を重視した。高句麗や百済が中国系知識人を活用するなか、自国が後れを取ることに危機感をもっていたであろうし、曹達以前にも同様の人々を取り込んでいた可能性もある。中国系知識人は倭国の王の直属の側近として権力者と政治的に結びつくことで、自らの立場を確保しようとし、倭国王にとっても、中国系知識人との直接的な関係は日本列島の豪族たちに対するアドバンテージになり得るものとして歓迎され、倭国王と中国系渡来人は日本列島で共依存的な関係となり、讃と曹達は、それぞれの立場から5世紀に府官制を制度的に取り入れたといえる。